# Escadron (Armée de terre française)

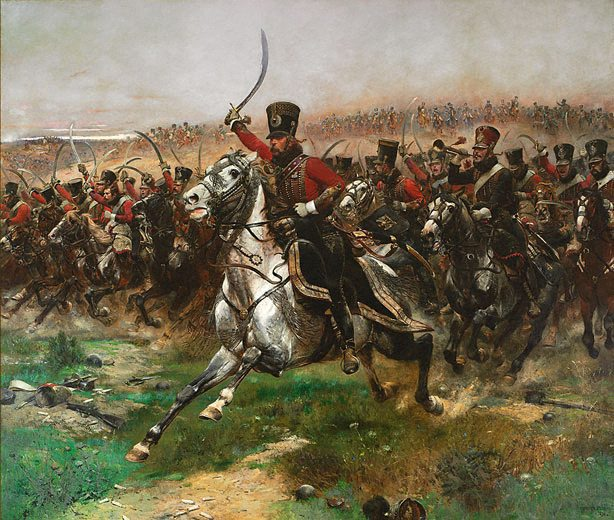
Detaille - Vive L'Empereur - Charge du 4e régiment de hussards à Friedland, 1807.

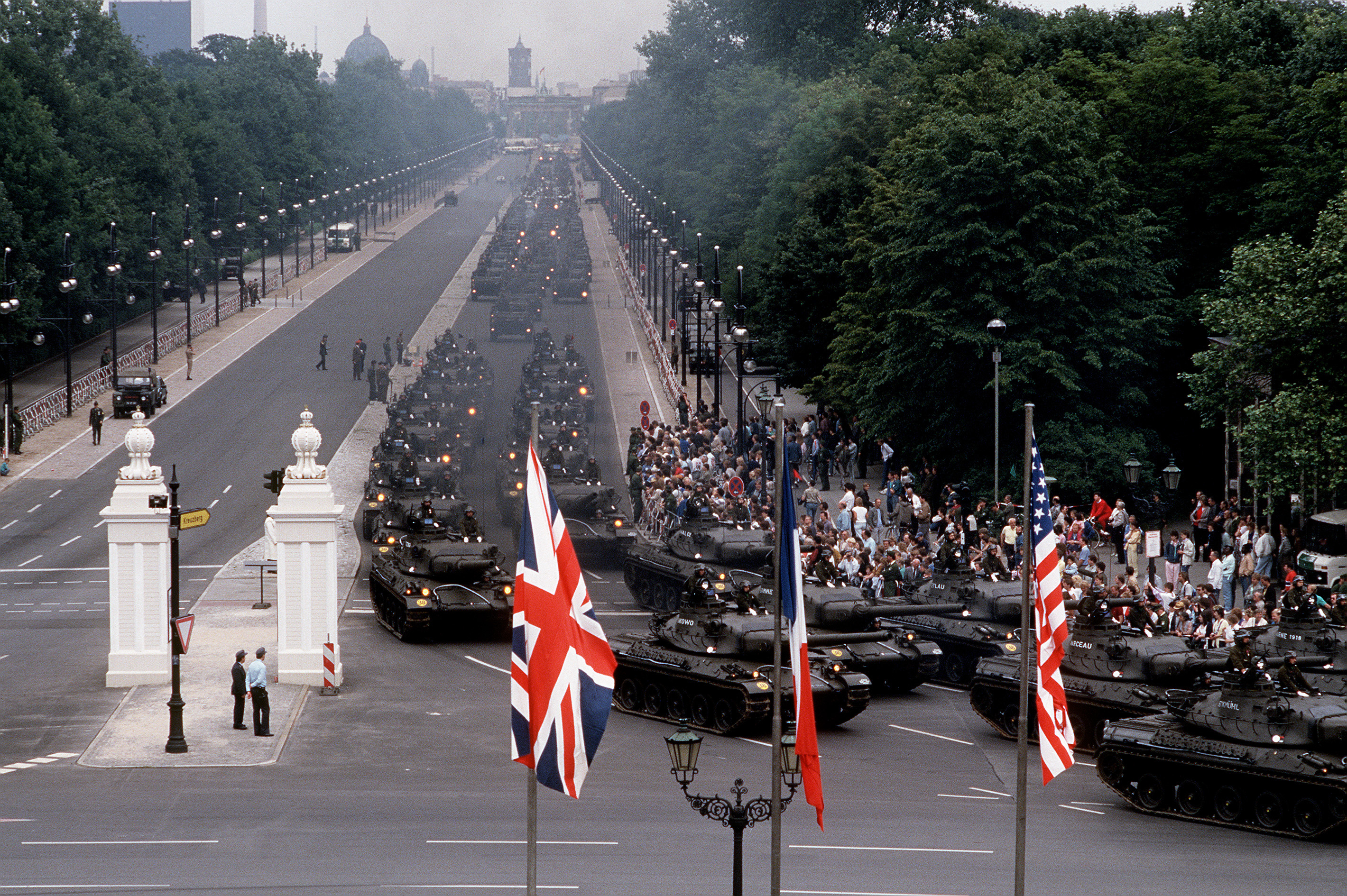
Escadron de chars AMX-30B du 11e régiment de chasseurs le 11 juin 1988 lors de la journée des forces alliées à Berlin-Ouest

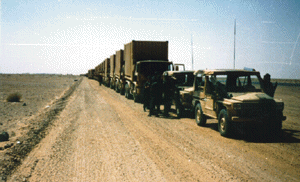
Sur la piste lors de l'opération Daguet.

Pour les articles homonymes, voir escadron.
Un escadron est une unité regroupant environ cent vingt personnes (et généralement une douzaine de véhicules) sous le commandement d’un capitaine. Dans l’Armée de terre française, l’escadron, comme la compagnie ou la batterie, est une unité élémentaire, qui appartient généralement à un corps de troupe (le plus souvent, ce corps de troupe, également appelé « formation administrative », est un régiment).
Dans l'armée de terre moderne, l'escadron est l'équivalent dans les armes dites « à cheval » de la compagnie dans les armes dites « à pied ». Ainsi, un régiment de l'arme blindée cavalerie (ABC) ou du train est composé d'escadrons alors qu'un régiment d'infanterie (ou du génie etc.) est composé de compagnies.
Toutefois, cette correspondance entre escadron et compagnie n'a pas toujours existé car, sous l'Ancien Régime et jusqu'à la fin du Premier Empire, il y avait également des compagnies dans la cavalerie. L'escadron était alors une formation tactique regroupant en général plusieurs compagnies de cavalerie et correspondait donc plutôt au bataillon dans l'infanterie.
Le nombre de compagnies par escadron (comme d'ailleurs le nombre d'escadrons par régiment) a constamment fluctué au fil des années. Les premiers régiments de cavalerie comportent lors de leur création en 1635 des escadrons à deux compagnies. Par la suite, suivant la période, le nombre de compagnies par escadron fluctuera entre deux et quatre. En 1776 on augmente l'effectif de la compagnie pour former des escadrons d'une seule compagnie mais en 1788 on revient à un escadron à deux compagnies, qui durera jusqu'à la fin du Premier Empire. Finalement, lors de la Seconde Restauration de 1815, on finit par fusionner l'escadron et la compagnie et cette dernière appellation disparaît dans la cavalerie.
On trouve également des escadrons dans l’arme du Train. Mais dans cette arme, créée en 1807, l’unité élémentaire a conservé l’appellation de compagnie beaucoup plus longtemps que dans la cavalerie, ne prenant celle d’escadron qu’en 1968. Entre ces deux dates, l’échelon supérieur à la compagnie était, suivant la période, un bataillon, un escadron, un groupe, une brigade ou un régiment.
Enfin, l’appellation d’escadron a également été utilisée au XIXe siècle dans l’artillerie à cheval et dans le train d’artillerie. Toutefois dans l'artillerie, le terme était très rarement utilisé (et n'apparaît que dans quelques documents administratifs) car l'escadron ne constituait pas une unité combattante : un escadron regroupait théoriquement deux compagnies mais ses composantes - compagnies ou parfois même demi-compagnies - étaient toujours détachées séparément auprès des différents corps auxquels elles fournissaient un appui.
Aujourd'hui, l’escadron est une unité beaucoup plus autonome que son ancêtre du temps de la cavalerie montée car les conflits modernes ne nécessitent que rarement le déploiement de régiments complets. En conséquence, en opérations, un escadron est souvent détaché de son régiment et employé au sein d’une formation temporaire – le plus souvent interarmes - créée pour remplir une mission particulière dans une période donnée : groupement blindé, ou groupement tactique interarmes pour l’ABC; bataillon logistique ou bataillon de commandement et de soutien pour le Train.

La gendarmerie — qui ne fait pas partie de l’armée de terre mais qui en est proche sous de nombreux aspects — comporte également des escadrons aux côtés de ses compagnies. 
.

## Histoire de l’escadron dans la cavalerie française

### L’apparition de l’escadron auXVIesiècle
Souvent simplement défini dans les dictionnaires comme une « troupe de combattants à cheval » ou un « petit corps de cavalerie rangé, mise en ordre pour combattre », le terme escadron est fréquemment utilisé pour définir un groupe de cavaliers armés, indépendamment de sa taille ou de sa disposition. Mais, selon une définition plus précise, l'escadron est une formation compacte sur plusieurs rangs, apparue au XVIe siècle, et qui se substitue progressivement aux formations « en haie » (sur un seul rang) utilisées depuis l’époque de la chevalerie.
Pendant les guerres de religion, l’escadron est adopté notamment par les reîtres allemands. L’arme préférée des reîtres est le pistolet à rouet et leur tactique la plus connue, la Caracole, voit chaque rang décharger successivement ses armes sur l’ennemi avant d’aller se reformer à l’arrière de la formation.
Cependant la Caracole ne fait pas disparaître la charge et le pistolet – ou l’arquebuse – ne s’imposent pas définitivement. En effet, au cours des guerres du XVIe siècle et du XVIIe siècle en Europe, la plupart des combats commencés au pistolet se poursuivent à l’arme blanche tandis que certains chefs préconisent déjà l’usage exclusif de l’épée dès le début de l’engagement, notamment parce que l’emploi des armes à feu présente l’inconvénient majeur de briser l’élan de la charge.
Quant à la lance, qui fut jadis l’arme de la chevalerie, puis de la gendarmerie d’ordonnance mais qui nécessite un long apprentissage et dont l’emploi est réservé aux premiers rangs, elle disparaîtra progressivement, mais jamais totalement du champ de bataille, et sera même réintroduite en France dans certaines unités sous Napoléon Ier.
À la fin du XVIIe siècle, l’épée est remplacée par le sabre, qui va devenir l’arme principale du cavalier et le restera pratiquement jusqu’à la fin du XIXe siècle.
Mais quelle que soit l’arme de prédilection de la période, l’escadron restera l’unité tactique de la cavalerie et lors d’une bataille, on mesurera la force d’une armée non pas en nombre de régiments mais en nombre d’escadrons de cavalerie, de bataillons d’infanterie et de batteries d’artillerie. Ainsi par exemple, on cite souvent la grande charge, (ou plutôt les charges) de la cavalerie de Napoléon Ier à bataille d'Eylau, menée par le maréchal Murat à la tête de 80 escadrons.

### L’escadron: une formation pour la guerre à cheval

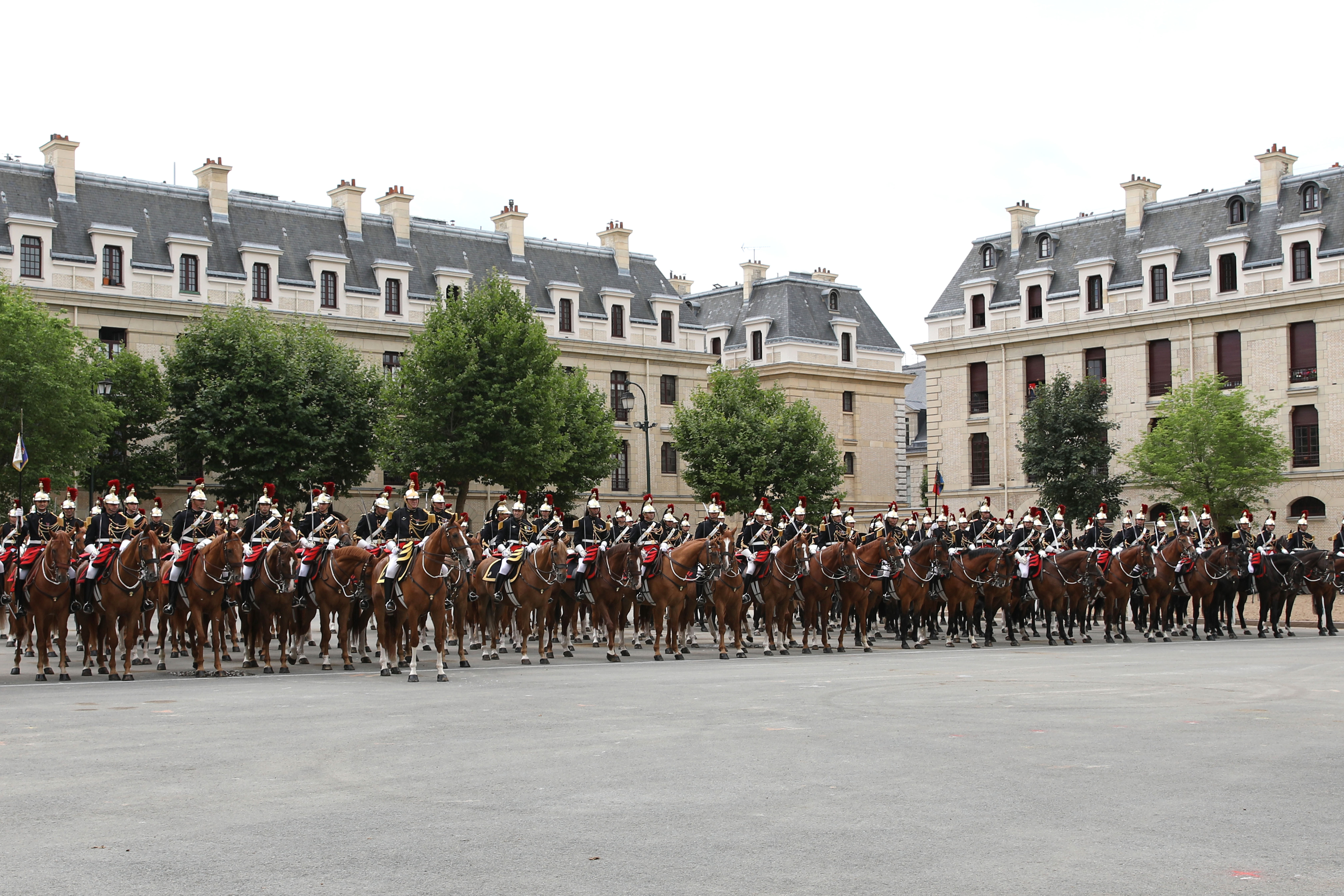
Escadron de cavalerie de la garde républicaine disposé sur 3 rangs de 24 cavaliers. À comparer avec la disposition de l'ordonnance provisoire du 1er vendémiaire qui prévoit deux rangs de 48 cavaliers.

L'escadron de cuirassiers qui charge à Eylau diffère presque en tout point (arme principale, nombre de rangs, allure etc.) de l'escadron de reîtres du XVIe siècle car les armes et les tactiques ont constamment évolué entre le XVIe siècle et le XIXe siècle. Mais les deux unités partagent une caractéristique essentielle : leur format est dicté par les impératifs de la guerre à cheval. Au fil des années, les caractéristiques principales suivantes s'affirment :
Le front
Tout d’abord, il s’agit de constituer une force puissante, suffisamment importante pour ne pas risquer d’être débordée ou encerclée facilement, mais néanmoins assez compacte pour rester manœuvrable sous le commandement d’un seul officier sans se disloquer. L'escadron de reîtres du temps de la caracole était une formation massive mais, à partir du XVIIe siècle, l’escadron "en bataille" (c'est-à-dire déployé pour la charge) présente un front rarement supérieur à une cinquantaine de cavaliers.
Du feu au choc et de l’ordre profond à l’ordre mince
Ensuite, avec l’évolution des armes et des tactiques, et en particulier le retour en faveur de l’arme blanche et de la charge à partir de la guerre de Trente Ans (1618-1648), on assiste à une réduction progressive du nombre de rangs car, contrairement à ce qui se passe dans l’infanterie, le retour de la primauté du choc se traduit par l’adoption de l’ordre mince.
En effet, si l’apparition de l’arme à feu a semblé mettre un terme à la prééminence du choc, à partir du XVIIe siècle, l’arme blanche redevient progressivement l’arme de choix et le format des escadrons évolue en conséquence. Ainsi, aux lourds escadrons "carrés" de plusieurs centaines d’hommes sur une dizaine de rangs et plus de l’époque des reîtres et de la Caracole vont succéder des escadrons sur quatre, puis trois, puis à partir de la guerre de Sept Ans, sur deux rangs car on s’aperçoit que, dans la cavalerie, un troisième rang n’est d’aucune utilité dans une charge au sabre ou à la lance (contrairement à l’infanterie où il procure une capacité de feu supplémentaire ainsi qu’un appui « physique » aux deux premiers rangs).
Les allures
Alors qu’à l’époque de la chevalerie, on chargeait au galop, depuis l’avènement de l’arme à feu le trot - voire parfois le pas - a été préféré car il permet de préserver la cohésion de l’escadron et d'améliorer la précision des tirs. Mais au milieu du XVIIIe siècle, avec le retour en faveur de l’arme blanche, le galop finit par s’imposer à nouveau. Initialement, seules les dernières dizaines de mètres sont parcourues au galop mais les cavaleries les mieux entraînées parviendront bientôt à manœuvrer au galop puis à charger en maintenant cette allure sur plusieurs centaines de mètres sans perdre leur cohésion.
Les manœuvres et les subdivisions de l’escadron
Enfin, l’escadron doit pouvoir se déployer en bataille ou rompre (se reformer en colonnes) facilement dans toutes les directions par rapport à son axe de progression. Mais les formations doivent rester simples, pour permettre à des cavaliers relativement peu aguerris d’effectuer ensemble ces manœuvres de base sous le feu de l’ennemi. Ceci est d'autant plus vrai que, faute de temps et d’argent, l’instruction équestre est limitée (ce qui, selon certains n’est d'ailleurs qu’un moindre mal).
Pour cela, on le divise, suivant la période en trois ou quatre pelotons de taille égale, en transférant des hommes entre les compagnies si nécessaire. L’escadron évolue alors en colonne de marche (par 2, par 3 ou par 4 suivant l’époque) puis, pour la manœuvre et le combat, il se forme en colonne par pelotons (les pelotons se suivant, sur deux ou trois rangs chacun) ou en bataille (les pelotons en ligne sur deux ou trois rangs pour charger). Dans la cavalerie légère on attaque également en fourrageurs (en général un seul peloton - sur une seule ligne mais en ordre plus dispersé).
Le rôle de l'encadrement
L'encadrement, comme dans toute unité militaire, joue bien entendu un rôle essentiel. L’escadron est dirigé mais également étroitement encadré (au sens littéral) par ses officiers et bas officiers (sous-officiers). Ceux-ci se placent en effet devant, sur les flancs, au sein même, et à l'arrière (en serre-file) de la formation, car l'escadron doit conserver à tout prix un ordre serré pendant la charge, sinon la troupe risque d'hésiter puis de se rompre au moment du choc. De plus il doit également rester groupé au cours du ralliement qui suit celle-ci. Les cavaliers sont donc entraînés à chevaucher "au botte à botte", au trot et même dans la mesure du possible au galop, quitte à se retrouver pressés (et même blessés) par leurs camarades durant la charge (d'où la nécessité de chausser les maîtres de bottes fortes, au risque de blesser les chevaux).
Les manœuvres - ou évolutions - du régiment
À partir de 1635, la cavalerie française est enrégimentée. Lors d’une charge, les escadrons d’un régiment, déployés en bataille, forment, suivant la période, des lignes continues (formation "en muraille") ou discontinues (formation dite "tant pleins que vides"). Ils attaquent soit frontalement soit en échelon refusé pour envelopper l’ennemi.
Au cours de la deuxième moitié du XIXe siècle (1879), l’expression "en bataille" sera remplacée par "en ligne" ou "en ligne déployée". Par ailleurs, les progrès de l'instruction équestre des cavaliers faciliteront l'adoption de manœuvres plus sophistiquées. Ainsi, aux formations relativement simples des campagnes de l’Ancien Régime et du Premier Empire vont s’ajouter des formations plus complexes: colonne double, ligne de colonnes, masse de colonne etc. permettant, par des évolutions plus rapides, d'accélérer la concentration ou le déploiement des forces sur le champ de bataille.

### L’escadron dans la structure régimentaire à partir duXVIIesiècle
Si l'on revient au début du XVIIe siècle, les seuls régiments de cavalerie que comporte l’armée française à cette époque sont des régiments étrangers au service du roi et le gros des troupes à cheval est constitué de compagnies franches (c'est-à-dire non enrégimentées qui appartiennent à la Maison du Roi, à la Gendarmerie de France ou, pour la majorité d’entre elles, à ce qu’on appelle alors la cavalerie légère. L’effectif de ces dernières est rarement supérieur à la cinquantaine de maîtres (cavaliers) et, comme leur force est souvent insuffisante, Richelieu les encourage à "escadronner" ensemble, c'est-à-dire à se regrouper pour former des escadrons dont le commandement alterne quotidiennement entre les capitaines des compagnies.
L’étape suivante, toujours à l’initiative de Richelieu, est la constitution en 1634 de 91 « Esquadres » de cent chevaux, sous le commandement permanent d’un même capitaine. Puis en 1635, à l’entrée en guerre contre l’Espagne, on crée de véritables régiments, composés de deux escadrons à deux compagnies. Mais on les dissout rapidement (1636), principalement à cause de l’indiscipline des capitaines et de leur soif d’indépendance, avant de les recréer, puis de les licencier à nouveau à plusieurs reprises et ce n’est qu’en 1672 sous Louis XIV, que seront levés les premiers régiments permanents de cavalerie. Chaque régiment, commandé par un Mestre de camp, est composé de compagnies mais, pour la marche, la manœuvre et le combat, on regroupe les compagnies pour "former les escadrons", qui sont donc toujours des formations tactiques.

### Escadron, compagnie et vénalité des charges militaires sous l’Ancien Régime
Pour comprendre l’articulation entre l’escadron – formation tactique - et la compagnie – organisation administrative - il faut savoir que, sous l’Ancien Régime, la compagnie est une véritable entité, une communauté de soldats avec son histoire et sa propre enseigne (cornette), et qu'un lien très fort existe entre la plupart des capitaines et leurs hommes. En effet, le commandement d’une compagnie (comme d’ailleurs celui d’un régiment) est une charge vénale : le capitaine obtient sa charge du roi (parfois – mais pas toujours - à titre gracieux) ou bien il la rachète au précédent propriétaire avec l’aval du roi. Il gère ensuite « sa » compagnie comme une ferme, percevant une somme fixe par cavalier et prenant à sa charge le recrutement, la formation, l’équipement, la remonte et la paye, en espérant faire un profit… Ou du moins limiter ses pertes car, si la gestion d’une compagnie existante peut laisser un (faible) espoir de bénéfice, la levée d’une nouvelle compagnie de cavalerie est très coûteuse pour le capitaine, même s’il bénéficie parfois de l’aide financière du roi, d’une ville ou d’une province.
De plus, si pour les charges civiles (financières ou judiciaires), le paiement de la Paulette, taxe instaurée en 1604, assure l’hérédité de la charge, rien de tel n’existe pour les militaires et, à la mort du capitaine, sa charge revient au roi et elle est donc perdue pour sa famille, sauf faveur particulière - notamment en cas de mort au combat.
Donc, si la vénalité est un instrument financier et politique commode pour le roi, elle pèse lourdement sur la structure de l’armée et notamment de la cavalerie car elle fait supporter par les officiers une grande partie du coût et du risque financier liés à leur charge.
En conséquence, l’effectif de la compagnie-ferme aura tendance à diminuer au fil des années et il faudra davantage de compagnies pour former un escadron (lequel sera alors sur encadré en officiers, ce qui en complique le commandement). Par ailleurs, les capitaines peinent à maintenir leur effectif – quand ils ne trichent pas sciemment en présentant de faux soldats (passe-volants) lors des revues. Enfin, et ils rechignent à la dépense, au détriment de l’entraînement des hommes et des chevaux. Et comme ils craignent les conséquences potentiellement désastreuses sur le plan financier d’un engagement malheureux de leur propre compagnie, on finira, sous Louis XV, par confier officiellement certaines missions secondaires à des formations temporaires (troupe de trente-cinq maîtres, troupe de cinquante maîtres, etc) constituées par prélèvement de cavaliers dans chacune des compagnies du régiment.
Abolie par étapes dans la Maison du Roi et dans l’infanterie à partir du milieu du XVIe siècle, la vénalité des charges le sera également dans la cavalerie mais plus d’un siècle plus tard - et toujours progressivement - entre 1762 et 1776. En fait, comme on le verra ci-dessous, la vénalité des charges militaires ne sera définitivement éteinte qu'à la Révolution.

### De la guerre de Trente Ans à la guerre de Sept Ans
La composition des régiments ainsi que le nombre et l’effectif des compagnies - et donc des escadrons – varie continuellement pendant cette période et on n’en présente ici qu’un résumé très partiel, qui concerne la cavalerie dite légère (mais les dragons, puis plus tard les hussards et les chasseurs connaissent une évolution parallèle). À noter également que l’effectif total comprend souvent des hommes démontés (surtout chez les dragons) et qu’à partir du XVIIIe siècle l’effectif varie également entre pied de paix et pied de guerre.
Les premiers régiments levés sous Louis XIII, comportent deux escadrons à deux compagnies chacun, mais ces premières unités sont rapidement dissoutes. On lève de nouveaux régiments à chaque conflit mais leur format ne se stabilisera pas avant le XVIIIe siècle. En fait, les premiers régiments permanents ne comprennent pas tous le même nombre de compagnies "entretenues", certains régiments comptent seulement trois compagnies, d’autres en comptant jusqu’à huit.
Sous Louis XIV, si l’effectif de la compagnie atteint parfois 50 ou même 104 cavaliers pendant de courtes périodes il peut également descendre au-dessous de 25. Vers la fin du règne, il varie entre 30 et 35 hommes, l’escadron étant en général constitué de trois compagnies. Un régiment à quatre escadrons regroupe donc théoriquement entre 350 et 420 cavaliers à cette époque.
Sous Louis XV, la composition des régiments devient plus homogène mais continue d’évoluer au cours des guerres. Ainsi pendant la guerre de Succession d'Autriche, l’escadron est porté de trois à quatre compagnies mais à la fin de la guerre une ordonnance du 30 octobre 1748 réduit tous les régiments de cavalerie à trois escadrons de quatre compagnies de trente hommes chacune. Au début celle de Sept Ans, l’escadron est à quatre compagnies de 35 (certains régiments comptent trois escadrons, d’autres deux).
Mais en décembre 1762 (sous le ministère du duc de Choiseul), l'escadron passe à deux compagnies de 54 hommes (après une réduction du nombre des régiments qui sont maintenant tous à quatre escadrons depuis 1761). Un régiment compte alors 432 cavaliers.
De plus, toujours à partir de décembre 1762, on retire progressivement aux capitaines la responsabilité du recrutement, de l’équipement et de l’armement de leurs hommes ainsi que celle des remontes.
Mais ces mesures, pourtant destinées à soulager financièrement les officiers, ne sont pas bien acceptées. Et si elles augmentent l'effectif des compagnies, elles en réduisent le nombre, privant de nombreux nobles de commandements.
Aussi, en 1772, après la chute de Choiseul, on reviendra partiellement en arrière et on rétablira – temporairement - une forme d’intéressement pour les capitaines. On revient également à des escadrons à quatre compagnies de 36, mais cette fois dans un régiment à trois escadrons, qui compte alors toujours 432 cavaliers,.

### Vers l’escadron-compagnie
Les leçons de la guerre de Sept Ans - et notamment de la confrontation avec la cavalerie de Frédéric II de Prusse - amènent de nouvelles évolutions et, en 1776, sous le ministère du comte de Saint-Germain, on décide de former l’escadron à partir d'une seule compagnie de 176 hommes, placée sous les ordres d’un capitaine qui est maintenant assisté d’un capitaine en second. Le régiment compte d’abord cinq, puis (1779) quatre escadrons de guerre mais, en temps de guerre, il comporte désormais également un escadron auxiliaire ou de dépôt chargé de la formation des recrues.
De plus, on décide finalement de l’abolition totale de la vénalité des charges militaires dans la cavalerie: les capitaines ne pourront désormais plus « acheter » les compagnies et une diminution arbitraire de 25 % de leur prix sera imposée à chaque cession jusqu’à extinction - ou rachat par le roi. Mais à peine adoptée, la règle est détournée par Louis XVI lui-même qui vend une quarantaine de charges de capitaines en 1778 et, en fait, il faudra attendre 1790 et la Révolution pour voir l’extinction complète de la vénalité des charges.
Cependant on revient encore, en 1788, sous le ministère du comte de Brienne à des escadrons à deux compagnies, toujours pour fournir des commandements à la noblesse, et cette disposition sera conservée jusqu’à la Restauration de 1815. Mais au moins la composition et l’équipement de la compagnie – et de l’escadron - ne dépendent-ils plus des capacités financières de ses officiers.
Chaque compagnie possède un effectif nominal de 75 hommes et on réduit la taille du régiment à trois escadrons. En comptant les officiers, l'effectif du régiment est à 516, dont 492 montés.
On crée également en 1788 le grade de chef d’escadron mais, dès 1791, on le supprime et on redonne le commandement de l’escadron au plus ancien de ses deux capitaines. Finalement, en 1794, le grade est maintenu (ou plutôt rétabli, mais à un niveau différent car le chef d’escadron est maintenant un officier supérieur) et, sous Napoléon, l’état major du régiment comprend deux chefs d’escadrons qui commandent en général deux escadrons chacun.
Sous le Premier Empire, les régiments forment le plus souvent entre trois et six escadrons de guerre et un escadron de dépôt, les régiments de cavalerie lourde (cuirassiers et carabiniers) ou de cavalerie de ligne (dragons et lanciers) comptant généralement, suivant la période, trois ou quatre (parfois cinq) escadrons de guerre, ceux de cavalerie légère (hussards et chasseurs à cheval) en comptant entre trois et six. L'effectif théorique d'un régiment de cavalerie peut donc varier entre 600 et 1 200 hommes.
Les règlements en vigueur - notamment l’ordonnance provisoire du 1er Vendémiaire an XIII - disposent l’escadron en bataille sur deux rangs. L’exemple donné dans l’ordonnance est l’escadron à 48 files soit 96 cavaliers mais l’effectif peut être supérieur – ou très inférieur – notamment à cause des pertes, les écrits de l’époque mentionnant un nombre de files « acceptable » compris entre 32 et 64.
On continue à former l’escadron à partir de deux compagnies d’une centaine d’hommes chacune - chaque compagnie fournissant (après transferts éventuels de personnels pour égaliser les rangs) une division de l’escadron - et on regroupe l’excédent d’effectifs dans une troupe de réserve.
Mais cette disposition présente cependant toujours l’inconvénient de séparer une partie des hommes, non seulement des sous-officiers qui les encadrent habituellement mais également de leurs officiers. Ainsi par exemple, lorsque l’escadron est formé en bataille, le chef d’escadron (capitaine de la première compagnie) prend place devant le premier rang, qui est composé pour moitié seulement des hommes de sa propre compagnie tandis que le capitaine de la deuxième compagnie lui, prend place derrière le second rang, qui est également mélangé (et le problème était encore pire avec l’escadron à trois ou quatre compagnies du XVIIe siècle et du début du XVIIIe).

### La fin de la compagnie
L’organisation en compagnies complique donc le commandement et, pour de nombreux officiers, elle n’est plus vraiment justifiée depuis la disparition du capitaine "propriétaire". Elle n’est d’ailleurs pas – ou plus – utilisée par les autres armées européennes. Le retour à l’escadron-compagnie est d’ailleurs été évoqué à de nombreuses reprises sous Napoléon mais, on doit attendre septembre 1815 et la Seconde Restauration pour qu’une Ordonnance royale supprime définitivement la compagnie dans la cavalerie.
L’ordonnance précise notamment :

« La formation des escadrons de deux compagnies ayant le désavantage de diviser, pour la police, le service et l’administration, ce qu’elle réunit pour manœuvrer, marcher et combattre, l’escadron sera à l’avenir d’une seule compagnie. Cette dernière dénomination et celle de subdivision cesseront d’être en usage dans notre cavalerie, comme étrangères à la formation à cheval, afin que la troupe soit, dans son organisation intérieure, ce qu’elle est sur le terrain, et que les officiers et sous-officiers aient toujours les mêmes subordonnés. »

Les régiments sont alors composés de quatre escadrons de 140 cavaliers. Chaque escadron est sous les ordres d’un capitaine commandant, assisté (comme en 1776) d’un capitaine en second, et compte quatre pelotons, commandés par des lieutenants ou sous-lieutenants.
Les régiments passeront à six escadrons de 150 hommes en 1823 puis cinq en 1834, le nombre d’escadrons par régiment continuant à varier entre quatre et six jusqu’à la Première Guerre mondiale.
Bien entendu, la disparition de la compagnie, devenue redondante, continuera longtemps d’alimenter de nombreux débats. De même elle peut contribuera à maintenir une certaine confusion entre escadron-compagnie (unité administrative) et escadron-formation (formé pour le combat). Cette controverse et cette confusion disparaîtront naturellement avec la fin de la guerre à cheval.
Au sein des régiments, l’échelon supérieur à l’escadron, soit deux ou trois escadrons placés sous le commandement d’un chef d’escadrons (avec un s), s’appellera successivement division (règlement de 1832), puis demi-régiment, puis à partir des années 1920, groupe d’escadrons, ce dernier terme restant en vigueur jusqu’à suppression de cet échelon intermédiaire à la fin du XXe siècle.

### Du cheval au blindé
L’avènement des armes à tir rapide au XIXe siècle transforme profondément le caractère de la guerre à cheval en Europe: au fil des règlements de cavalerie, la question du rôle - et même de l'utilité - de la cavalerie sur le champ de bataille se pose. La doctrine d'emploi fluctue entre le maintien de la charge - mais "en fourrageurs" seulement - et sa disparition pure et simple (au début du XXe siècle, il est courant d'entendre que : "la cavalerie manœuvre à cheval mais combat à pied").
L'arrivée de la mécanisation puis des chars et des véhicules blindés au XXe siècle, restitueront à la cavalerie la capacité d'assurer l'intégralité de ses missions (renseigner, couvrir, combattre et exploiter) et la Cavalerie deviendra bientôt Arme Blindée Cavalerie, l’escadron restant l’unité de base de ses régiments.
L’organisation des unités connaît cependant de nombreuses évolutions, les fonctions de commandement, d’appui, de transmission et de support au sein du régiment étant développées et confiées dans un premier temps à un peloton hors rang (apparu en 1831) puis, au XXe siècle, à des groupes spécialisés (mitrailleuses) et enfin à des escadrons spécialisés.
Au cours de la Seconde Guerre mondiale apparaîtra le Groupement tactique, adaptation française du "combat command" des divisions blindées US. Ce type d'unité mixte, formation tactique interarmes regroupant sur le terrain escadrons blindés et compagnies d'infanterie deviendra la norme pour la plupart des conflits futurs.
Par ailleurs, avec la fin de l'ère des "gros bataillons", les organigrammes se simplifient et s'aplanissent: les échelons intermédiaires tels que les groupes d’escadrons disparaissent à la fin du XXe siècle.

## Histoire de l’escadron dans l'arme du train

### Rappel sur le Train
Le Train est l’arme qui organise et coordonne la logistique, le transport et l’appui au mouvement (notamment la circulation routière) de l’armée de terre.
Sa création par Napoléon 1er, sous le nom de Train des Equipages Militaires, s’inscrit dans une période où l’empereur reconnaît la nécessité de substituer les ressources propres de l’armée à celles des entreprises privées sur lesquelles on s’était appuyé jusque-là. D’où l’apparition du Train des Equipages Militaires en 1807, qui suit celles du Train d’Artillerie (1800) et du Train du Génie (1806).
Le Train des Equipages Militaires, créé comme un service, devient une troupe d’administration en 1837. Puis il devient une arme en 1875 tout en restant cependant sous la tutelle de l’artillerie. En 1928, le nom est raccourci et l’arme prend son nom actuel de Train mais reste néanmoins sous tutelle, ne devenant finalement une arme à part entière que le 1er mars 1945.
L’unité élémentaire du train restera la compagnie jusqu’au 1er juillet 1968, date à laquelle cette dénomination sera remplacée par celle d’escadron. Donc, si on retrouve bien pour le Train d’aujourd’hui le même type d'organisation que celle en usage dans l’Arme Blindée Cavalerie (régiments composés d’escadrons), son adoption est beaucoup plus récente. De plus, contrairement à la cavalerie, l’échelon supérieur à l’époque de la compagnie n’a pas toujours été un escadron : suivant la période, il s’est appelé bataillon, groupe, ou régiment (et même brigade dans les colonies). Enfin, conformément aux missions du train, cet échelon supérieur, n’était pas déployé en unité constituée mais fournissait des ressources qui étaient réparties au profit des diverses unités combattantes (en cela, le mode d’emploi des unités élémentaires du train revêtait déjà un caractère moderne, qui n’a pas changé aujourd’hui).

### Bataillons, escadrons et régiments
1807- 1814 bataillons du train des équipages militaires
Initialement le train des équipages militaires est organisé en huit bataillons, composés chacun de quatre compagnies, et chargés de transporter la farine, le pain, la viande et le fourrage de la Grande Armée. Entre 1807 et le début de la Campagne de Russie, le nombre de bataillons est porté à seize (plus un pour la Garde impériale) et le nombre de compagnies par bataillon est porté de quatre à six.
1814- 1823 escadrons du train des équipages militaires
À la fin de la Campagne de Russie, les premiers bataillons créés en 1807 ont tous été soit anéantis soit dissous. En 1814, on crée quatre nouveaux bataillons à quatre compagnies qui, par une ordonnance du 14 octobre 1815, prennent l’appellation d’escadrons. À la deuxième restauration, le Train est pratiquement dissout et ne sont conservées que deux compagnies, qui formeront un escadron en 1816. Un deuxième escadron à deux compagnies sera formé en janvier 1823 (support de la campagne d’Espagne) mais ces deux escadrons seront finalement dissous et remplacés par un unique "Corps du Train des Equipages Militaires" en mai de la même année. Jusqu’en 1842, les missions du Train seront assurées par des compagnies.
1842-1869 escadrons 
En 1842, sous Louis-Philippe, on recrée des escadrons (au nombre de quatre mais le nombre augmentera jusqu’à sept, dont un, en 1855, pour la Garde Impériale) dont les compagnies serviront pendant les nombreuses campagnes et guerres de la période (Algérie, Crimée, Mexique mais également Italie, Syrie, Chine et Sénégal).
En 1869, les cinq escadrons subsistant sont dissous pour créer trois régiments.
1875-1928 escadrons de corps d’armée 
 En mars 1875, création de vingt escadrons formant corps (un par région militaire métropolitaine et deux à Paris). Chaque escadron compte trois compagnies. Mais un décret d’octobre 1887 enlève aux commandants d’escadron toute autorité autre qu’administrative en temps de guerre.
Ces escadrons fourniront des compagnies qui participeront aux nombreux corps expéditionnaires déployés pendant la période (Tunisie 1881, Tonkin 1884, Madagascar 1895, Chine 1900, Maroc à partir de 1907…) et bien entendu ils participeront activement à la première guerre mondiale. En août 1914, ces unités mobiliseront 110 000 hommes, 140 000 chevaux et 50 000 voitures. En 1919, les escadrons sont réorganisés et deviennent "hippo-auto".
1928-1955 escadrons mixtes, escadrons automobiles et escadrons de réserve générale
En 1928, le Train est réorganisé. Les escadrons régionaux sont dissous (sauf le 19e à Paris) et remplacés par des compagnies autonomes qui deviendront par la suite des compagnies régionales. Puis à partir de 1934, dix escadrons mixtes, la plupart à deux compagnies (une hippomobile et l’autre automobile) remplacent les compagnies régionales.
Par décret du 3 octobre 1928, on crée également deux escadrons automobiles de réserve générale (EARG), nombre qui sera porté à cinq le 25 décembre 1929, puis à six le 1er janvier 1936.
Toutes ces unités disparaîtront en tant que corps à la mobilisation de 1939 et leurs effectifs seront versés à des groupes de transport de Personnel de mobilisation.
En 1940 est recréé le premier escadron du train au sein des FFL dont les compagnies sont séparées puis réunies de nouveau en 1943 avant de redevenir indépendantes en 1944. Les diverses unités du train seront disséminées au sein des forces combattantes du Corps Expéditionnaire Français (CEF) en Italie, puis de la Première Armée sous des formes et appellations diverses : régulations routières, groupes de transport et compagnies muletières.
En janvier 1945, on crée des escadrons régionaux, qui sont dissous en février 1948 pour être remplacés d’une part par des compagnies régionales, d’autre part par cinq groupes de transport de réserve générale.
Puis on recrée de 1951 à 1955 l’appellation d’escadron de réserve générale.
1920-1962 escadrons du Levant et d’Afrique 
 Les forces françaises engagées en Syrie à partir de 1919 sont initialement soutenues par des formations venues de métropole. Puis en janvier 1921, deux escadrons (un hippomobile et un automobile) sont créés. Ils seront dissous fin 1928 pour donner naissance en janvier 1929 à un escadron à quatre compagnies (deux auto et deux hippo) rejoint en 1941 par un deuxième escadron formé à partir de renforts métropolitains. Ces unités seront engagées contre les troupes anglaises, puis en partie rapatriées et rassemblées en un escadron unique en Afrique du nord, qui prendra part aux combats contre les troupes allemandes avant de fournir des composantes de corps expéditionnaire Français en Italie.
Par ailleurs, à partir de 1920, les compagnies détachées d’escadrons métropolitains pour servir en Afrique du Nord seront regroupées en escadrons qui resteront engagés jusqu’à la Seconde Guerre mondiale. Ils fourniront alors des unités de renfort à destination de la métropole. Après le débarquement allié de novembre 1942, les escadrons assureront le support des troupes engagées contre les forces allemandes en Tunisie, puis en Italie. En décembre 1943, ils sont dissous et remplacés, en Afrique du Nord, par des centres d’organisation du Train.
Les escadrons d’Afrique du Nord ne renaissent sous cette appellation qu’en avril 1946 et participent aux opérations qui se terminent par l’indépendance de l’Algérie en 1962. Ils sont dissous le 31 décembre 1962.

### L'escadron remplace la compagnie
Au 1er juillet 1968, l’unité élémentaire du train (qui avait toujours été la compagnie jusqu'alors), devient l'escadron. Par la suite, seront créés, au cours des années 1970, différentes catégories de régiments : de transport, de circulation routière, de commandement et de soutien. Aujourd'hui, ces régiments ont disparu et ces différentes spécialités sont assurées par des escadrons spécialisés au sein des régiments du Train.

## L'escadron dans l'artillerie
Aujourd'hui, l’appellation d’escadron n’est plus utilisée dans l’artillerie mais elle l’a été au XIXe siècle dans deux de ses composantes directement concernées par l’emploi des chevaux : l’artillerie à cheval et le train d’artillerie. Cependant, comme dans le Train, et contrairement à la Cavalerie, l’escadron, lorsqu’il est constitué, ne combat pratiquement jamais comme une formation unique sous les ordres d’un seul chef.

### L'escadron dans l'artillerie à cheval
L’artillerie à cheval est une innovation de l’armée de Frédéric II de Prusse pendant la guerre de sept ans. Elle n'est introduite en France qu'à partir de 1791, sous la forme de détachements. En 1792, elle est organisée en compagnies à cheval, qui sont d'abord rattachées aux régiments d’artillerie à pied puis regroupées dans une nouvelle arme appelée artillerie légère (on parle également d’artillerie volante). Enfin, en 1795, on constitue huit régiments d’artillerie à cheval, à 6 compagnies chacun. Ce nombre sera ramené à six régiments à la fin du Consulat. Chaque compagnie met en œuvre six pièces (en général quatre pièces de 6 et deux obusiers).
Ces compagnies sont détachées individuellement - et même souvent par demi-compagnies - en support des divers corps de la Grande Armée et le terme d’escadron n’apparaît donc que très rarement dans les organigrammes de la Grande Armée.
Pour la Garde Impériale, l’artillerie à cheval est présente dans la garde consulaire sous la forme d’une simple compagnie depuis 1799 mais un décret du 8 mars 1802 y crée un escadron à deux compagnies. Sous l'Empire, le nombre de compagnies passe à quatre, puis six puis est ramené à quatre lors des cent jours.
Après la deuxième restauration l’armée compte quatre régiments d’artillerie à cheval à six compagnies (plus un régiment à quatre compagnies dans la garde royale).
À partir de 1829, (ordonnance du 5 août), l’artillerie est réorganisée et les appellations de compagnie et d’escadron disparaissent au profit de celle de batterie, sauf dans le train d'artillerie (voir ci-dessous).

### L'escadron dans le train d'artillerie
Créé par Napoléon par un arrêté du 13 nivôse an VIII (3 janvier 1800), le train d’artillerie est initialement organisé en trente huit bataillons à trois compagnies, puis à la suite de la paix d'Amiens, en huit bataillons à six compagnies. À la reprise des hostilités, le nombre de bataillons sera constamment augmenté, par dédoublements ou par créations d’unités nouvelles jusqu’à atteindre le nombre de 17 bataillons comptant chacun un millier d’hommes et 1420 chevaux (plus deux bataillons pour la Garde Impériale).
En campagne, chaque batterie d’artillerie est jumelée à un détachement du train d’artillerie (en général une compagnie, commandée par un simple lieutenant ou sous-lieutenant, ce qui simplifie la relation avec le capitaine commandant la compagnie). L’ensemble forme une division, composée de sections servant deux pièces (en général, une compagnie d’artillerie à pied possède huit pièces).
En 1814, comme pour le Train des Equipages militaires, les huit bataillons existant deviennent des escadrons à quatre compagnies. Mais comme dans le train des équipages, l’escadron ne combat pas comme une unité puisque ses compagnies sont détachées en support des compagnies d’artillerie.
En 1829, l’artillerie est réorganisée et la batterie remplace la compagnie comme unité élémentaire. La batterie regroupe sous commandement organique unique les armes et leurs moyens de transport.
À la suite de cette réforme, l’artillerie est constituée de :
- batteries d’artillerie à cheval (les servants sont montés) ;
- batteries d’artillerie montée (les servants sont assis sur leurs caissons) ;
- batteries d’artillerie à pied.

L'appellation d’escadron ne sera désormais plus employée que pour le train d’artillerie (ou train des parcs d’artillerie comme on l’appelle maintenant), avec six escadrons à six compagnies. L’artillerie à pied va progressivement disparaître au bénéfice de l’artillerie à cheval, montée, puis bientôt tractée (en attendant les canons automoteurs). Bientôt, le train des parcs est supprimé (en 1854) et on forme des batteries de parc dans les régiments à pied. Mais on le recrée en 1860 et le train d’artillerie – avec ses escadrons – ne disparaîtra finalement qu’en 1883. Il ne subsistera plus alors que des compagnies de conducteurs dans l’artillerie d’Afrique et dans l’artillerie de marine.

## Époque actuelle (Arme Blindée Cavalerie et Train)

### Structure et effectif de l’escadron
De nos jours, l’escadron, commandé par un(e) capitaine assisté(e) d'un officier adjoint, compte environ cent vingt personnels répartis - pour un escadron blindé dans notre exemple - entre un peloton de commandement et quatre pelotons de combat. À noter que l’effectif de l’escadron peut varier sensiblement d’un régiment à l’autre, notamment suivant la mission et le type de matériel en dotation.

### Exemples d’appellations actuelles
- escadron de combat ;
- escadron blindé ;
- escadron blindé de reconnaissance ;
- escadron d’éclairage et d’appui ;
- escadron de reconnaissance, d’intervention et d’appui direct ;
- escadron d'éclairage et d'investigation ;
- escadron de recherche et d’intervention antichar;
- escadron de défense et d'intervention ;
- escadron de recherche du renseignement ;
- escadron de commandement et de logistique ;
- escadron d’administration et de soutien ;
- escadron de maintenance régimentaire ;
- escadron de soutien ;
- escadron de décontamination ;
- escadron de transport ;
- escadron de transport de blindés ;
- escadron de livraison par air ;
- escadron de ravitaillement ;
- escadron de circulation routière ;
- escadron portuaire.

### L’escadron, composante de base du régiment
Un régiment de l’Arme Blindée Cavalerie compte généralement quatre escadrons de combat et/ou d’éclairage et deux ou trois escadrons supplémentaires qui assurent les fonctions de commandement, de soutien, d’administration et de logistique - fonctions qui sont souvent réparties de manière différente d’un régiment à l’autre, comme le montre la diversité des appellations en vigueur. Enfin la plupart des régiments comportent un escadron de réserve.
Exemple : le 4e Régiment de Dragons (Aubagne)
- quatre escadrons de chars ;
- un escadron de commandement et de logistique ;
- un escadron de maintenance régimentaire ;
- un escadron de réserve.

À noter que, dans l'Arme Blindée Cavalerie, l’échelon directement supérieur à l'escadron est le régiment depuis que les groupes d’escadrons ont progressivement disparu à la fin du XXe siècle.
Dans un régiment du Train , on retrouvera un schéma comparable mais avec des escadrons de transport, de ravitaillement et de circulation routière à la place des escadrons de combat et d’éclairage.
Exemple : le 515e régiment du train à La Braconne (Angoulême).
- 1 escadron de commandement et de logistique ;
- 1 escadron de transport ;
- 1 escadron de ravitaillement ;
- 2 escadrons de circulation routière ;
- 1 escadron de réserve.

### Emploi opérationnel
Dans l'Arme Blindée Cavalerie, à l’exception des conflits importants (comme la première guerre du Golfe, en 1990-1991), il est rare qu’un régiment complet soit déployé en unité constituée (c'est-à-dire avec la totalité de ses escadrons).
Lors de la plupart des crises et conflits, les escadrons sont détachés au sein de groupements : Groupement Blindés ou, le plus souvent, Groupements Tactiques Interarmes (GTIA) dans lesquels ils sont associés à d’autres unités élémentaires telles que des compagnies d’infanterie. Le commandement d’un GTIA (ou « Battle group » dans le jargon de l’OTAN) étant assuré par le chef de corps d’un des régiments fournissant ses composantes.
L’échelon inférieur, de la taille d’une unité élémentaire, est un Sous-Groupement blindé, composé de pelotons ABC, ou un Sous-Groupements Tactique Interarmes (SGTIA), dans lequel est généralement détaché un unique peloton de l’ABC.
Dans l’arme du Train, les escadrons sont également détachés dans des unités temporaires : Bataillons de Commandement et de Soutien (BCS) ou Bataillons Logistiques (BATLOG), commandés par un chef de corps issu du Train ou du Matériel. Pour un déploiement moins important, les pelotons du Train sont inclus dans des Détachements Logistiques (DETLOG) de la taille d'une unité élémentaire (c'est-à-dire une unité de la taille d'un escadron ou d'une compagnie mais composée de pelotons et de sections provenant d'unités différentes).

### Rappel sur les grades: Chef d’escadron et chef d’escadrons
Le terme de chef d’escadron crée souvent une confusion car c’est à la fois un emploi et un grade.
- Emploi : Le chef d’escadron est l’officier qui commande l’escadron. Dans l’armée de terre, c’est normalement un(e) capitaine (trois galons).
- Grade : Le chef d’escadron (quatre galons), est le grade immédiatement supérieur à celui de capitaine dans les armes dites "à cheval". Chef d'escadrons pour la cavalerie, chef d'escadron dans le train. Ce grade, équivalent à celui de chef de bataillon dans les armes dites "à pied", est relativement récent puisqu’il a été créé en 1788. Pendant une courte période à partir de 1788, un chef d’escadron (qui n’était pas encore considéré comme un officier supérieur à cette époque), commandait un escadron et supervisait donc ses deux capitaines mais cette disposition ne fut pas conservée longtemps et le grade fut brièvement supprimé entre 1791 et 1794. Sous le Directoire, le Consulat et le Premier Empire, un chef d’escadron (sans s), était un officier supérieur[73] et commandait en général deux escadrons ! Après la réforme de 1825, on prit l’habitude d’écrire chef d’escadrons (avec s) dans la cavalerie et chef d’escadron (sans s) dans les autres armes « à cheval » (artillerie, train, gendarmerie etc.).